# 基輔的阿德海德
基輔的阿德海德（Adelheid von Kiew，1067年—1109年），出生名葉普拉西婭·弗謝沃洛多芙娜（Eupraxia Vsevolodovna），是基輔羅斯大公弗谢沃洛德一世·雅罗斯拉维奇的女兒。1089年她與神聖羅馬帝國皇帝亨利四世結婚，取德文名阿德海德（Adelheid）。她在1109年去世。